# Reute (Breisgau)
Reute es un municipio en el distrito de Emmendingen en Baden-Wurtemberg, Alemania.